# ويد جونستون
ويد جونستون (بالإنجليزية: Wade Johnston)‏ هو لاعب كرة قاعدة أمريكي، ولد في 9 أبريل 1898 في ميدلبورت في الولايات المتحدة، وتوفي في 8 مارس 1978 في ستوبنفيل في الولايات المتحدة.